# Sixways Stadium
Das Sixways Stadium ist ein Stadion in der englischen Stadt Worcester. Es ist das Heimstadion des Rugby-Union-Vereins Worcester Warriors und bietet Platz für 13.200 Zuschauer.
Das Stadion wurde im Jahr 1975 eröffnet. Seinen Namen erhielt es, weil es am östlichen Stadtrand an der Kreuzung von sechs Straßen liegt, darunter der Autobahn M5. Im September 2006 genehmigte die Distriktsverwaltung von Wychavon ein Investitionsprogramm im Wert von 23 Millionen Pfund. Es umfasste den Ausbau des Stadions von 12.000 auf 13.200 Sitzplätze, die Errichtung eines Gesundheitszentrums mit Schwimmbad, ein Park-and-ride und neue Trainingsplätze. Die Arbeiten begannen im Mai 2007 und waren zu Beginn der Saison 2007/08 abgeschlossen.